# Kanton Sauve

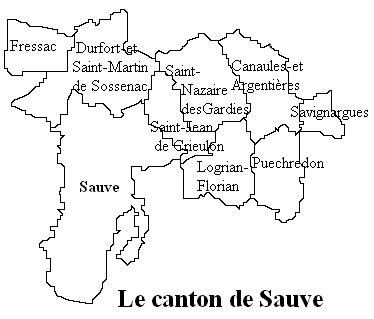
Kanton Sauve

Der Kanton Sauve war bis 2015 ein französischer Wahlkreis im Arrondissement Le Vigan, im Département Gard und in der Region Languedoc-Roussillon. Er hatte den Hauptort Sauve und wurde 2015 im Rahmen einer landesweiten Neugliederung der Kantone aufgelöst.

## Gemeinden
Der Kanton umfasste die Wahlberechtigten aus neun Gemeinden:
| Gemeinde                            | Einwohner Jahr | Fläche km² | Bevölkerungsdichte | Code INSEE | Postleitzahl |
| ----------------------------------- | -------------- | ---------- | ------------------ | ---------- | ------------ |
| Canaules-et-Argentières             | 355 (2013)     | 10,06      | 35 Einw./km²       | 30065      | 30350        |
| Durfort-et-Saint-Martin-de-Sossenac | 726 (2013)     | 16,28      | 45 Einw./km²       | 30106      | 30170        |
| Fressac                             | 192 (2013)     | 5,89       | 33 Einw./km²       | 30119      | 30170        |
| Logrian-Florian                     | 270 (2013)     | 8,58       | 31 Einw./km²       | 30150      | 30610        |
| Puechredon                          | 35 (2013)      | 8,08       | 4 Einw./km²        | 30208      | 30610        |
| Saint-Jean-de-Crieulon              | 238 (2013)     | 5,57       | 43 Einw./km²       | 30265      | 30610        |
| Saint-Nazaire-des-Gardies           | 79 (2013)      | 11,29      | 7 Einw./km²        | 30289      | 30610        |
| Sauve                               | 1974 (2013)    | 31,56      | 63 Einw./km²       | 30311      | 30610        |
| Savignargues                        | 233 (2013)     | 2,77       | 84 Einw./km²       | 30314      | 30350        |